# Фізіологія людини (підручник)
Фізіологія людини — перший український переклад 20-го видання всесвітньовідомого базового підручника для медичних університетів професора Каліфорнійського університету Вільяма Френсіса Ґанонґа «Фізіологія людини» видавництва Lange Medical Books/McGraw-Hill.
Видання книги фінансував меценат Григорій Малиновський. Проєктові сприяв професор д-р Володимир Бандера від Української Федерації Америки. Видавничий проєкт Львівського національного медичного університету імені Данила Галицького.

## Опис
У книзі детально описано механізми функціонування, регулювання та інтегрування діяльності всіх систем органів, біохімічне підґрунтя і молекулярні основи життєдіяльності, діапазон реалізації функцій організму людини. Особливу увагу приділено результатам найновіших наукових досліджень, даним молекулярної біології та генетики. Своєрідністю книги є велика кількість клінічних прикладів та доповнень про можливі функціональні зміни організму здорової людини у різних станах і випадках розвитку патології. Книга є теоретичним і практичним виданням, яке допоможе у вивченні класичних фундаментальних основ фізіології, а також у повсякденній роботі лікаря.
Для студентів, інтернів, аспірантів, викладачів медико-біологічних навчальних закладів, фізіологів, науковців та практичних лікарів.

## Автори видання
Науковими редакторами перекладу були викладачі Львівського та Національного медичного університету Мечислав Гжегоцький, Віктор Шевчук, Оксана Заячківська. Редактор видання - Мирослав Мартиняк.

### Науковий переклад з англійської
- Олександр Луцик
- Максим Луцик
- Володимир Міхньов
- Ірина Гаврилюк
- Олена Гаврилюк
- Анатолій Невзгода
- Володимир Огурцов
- Андрій Цегельський
- Богдан Стойко
- Мар'ян Тарчинець
- Ростислав Білий
- Левко Підлясецький

## Презентація видання
Презентація видання відбулася 11 листопада 2002 року в Національному медичному університеті.

## Нагороди
«Фізіологія людини» стала переможцем конкурсу Книжка року 2002 в номінації «Енциклопедія».[джерело?]